# Салинас, Антонио
Антонио Салинас (итал. Antonino Salinas; 19 ноября 1841, Палермо, Сицилия —7 марта 1914, Рим — итальянский нумизмат, искусствовед и археолог. Профессор и ректор университета Палермо.
Член национальной академии деи Линчеи (с 1908).

## Биография
Выпускник Берлинского университета. Во время учёбы совершил несколько научных поездок в Грецию.
С 1865 года на преподавательской работе в университете Палермо, с 1867 года — профессор археологии.
В 1903—1904 годах был ректором университета Палермо.

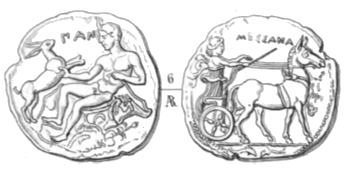
Монеты из коллекции А. Салинаса

С 1873 по 1914 — директор национального археологического музея в Палермо. Основатель и долгое время президент Итальянского нумизматического института (Istituto italiano di numismatica).
Антонио Салинас изучал сицилийскую античную нумизматику, византийские печати и другое, участвовал в многочисленных археологических раскопках на Сицилии, на острове Мотия и античного города Селинунт. Его находки сейчас хранятся в музее в Палермо.
В своём завещании всю свою частную коллекцию, в том числе, большое количество книг и около 6000 собранных им монет передал в дар музею, который ныне носит его имя — Региональный археологический музей имени Антонино Салинаса.

## Избранные публикации
- I monumenti sepolcrali scoperti presso la chiesa della Santa Trinità in Atene. Torino 1863.
- Le monete delle antiche città di Sicilia. Palermo, 1870.
- Del Museo nazionale di Palermo e del suo avvenire. Palermo, 1874.
- Ricordi storici delle rivoluzioni siciliane del secolo XIX. Palermo, 1886.